# Даниловка (Алтайський район)
Дани́ловка (рос. Даниловка) — селище (колишнє село) у складі Алтайського району Алтайського краю, Росія. Входить до складу Старобілокуріхинської сільської ради.

## Населення
Населення — 17 осіб (2010; 23 у 2002).
Національний склад (станом на 2002 рік):
- росіяни — 96 %